# Brand- och lifförsäkrings AB Svea

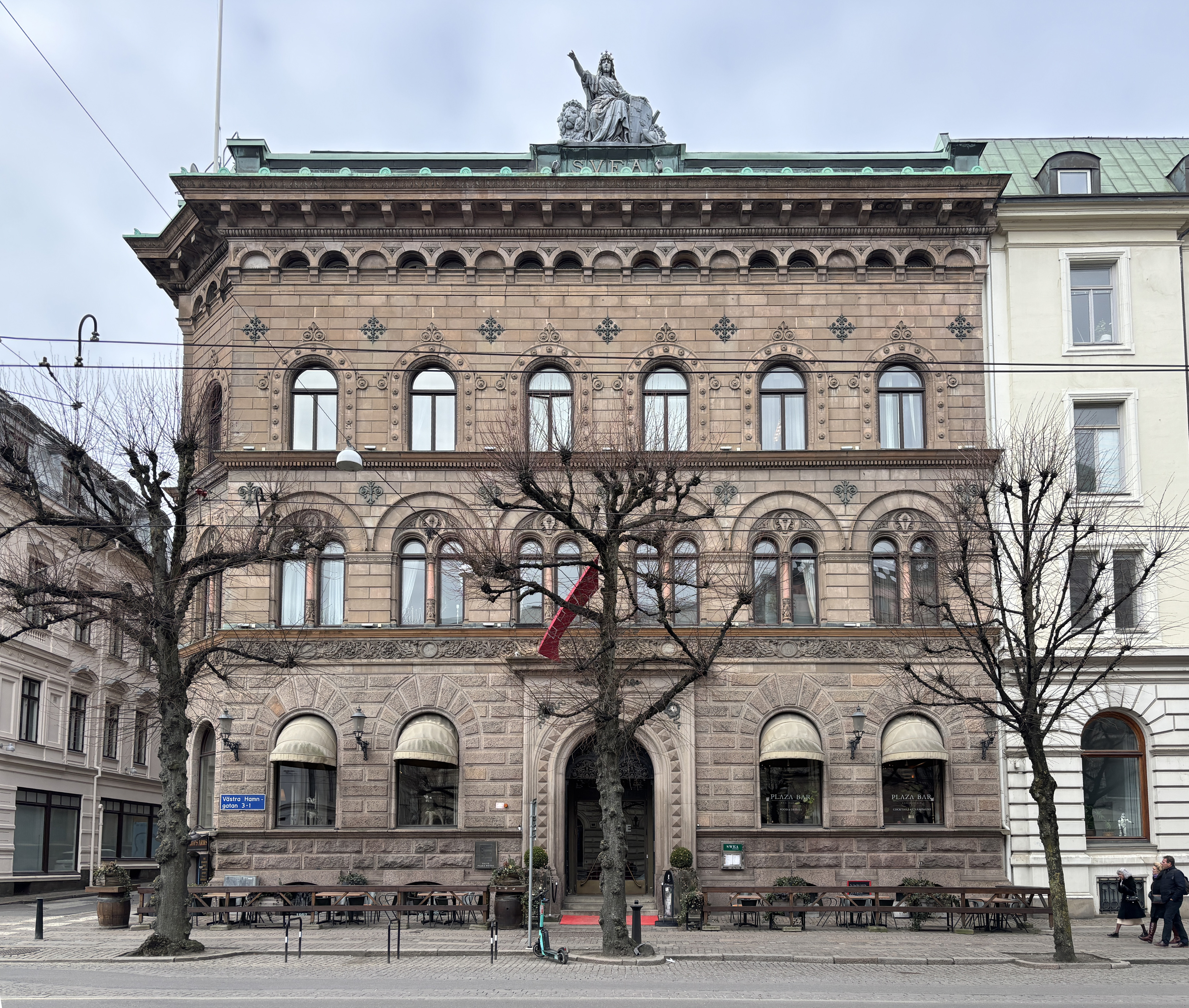
Västra Hamngatan 3

Brand- och lifförsäkringsaktiebolag Svea var ett försäkringsbolag som grundades 1866 i Göteborg. Det var Sveriges näst äldsta i sitt slag. Från 1951 Försäkrings AB Svea-Nornan.

## Företagshistoria
Innan Svea grundades fanns s.k. ömsesidiga försäkringsinrättningar i Göteborg och Göteborgs och Bohus län. På grund av den brandfarliga bebyggelsen och stadseldarna lyckades de inte fylla sin uppgift. Livförsäkringen hade dittills bedrivits av utländska bolag. Eftersom det var ett brand- och livförsäkringsbolag var bolaget förhindrat att även ägna sig åt andra branscher, som inbrotts-, vattenledningsskada, ansvarighet, olycksfalls – och bilskadeförsäkring. Därför bildades Försäkringsaktiebolaget Nornan som dotterbolag år 1918.
Vid årsskiftet 1950-51 gick Nornan upp i Svea. Namnet ändrades till Svea-Nornan. Ungefär samtidigt bildades Försäkringsaktiebolaget Liv-Svea, som övertog livförsäkringsbranschen. Alla aktier i bolaget ägdes av Svea-Nornan.
Sommaren 1952 skaffade sig Svea-Nornan aktiemajoriteten i holdingbolaget Argo. Därefter fanns följande bolag i koncernen:
- Försäkringsaktiebolaget Ocean
- Sjöförsäkringsaktiebolaget Gauthiod
- Sveriges Allmänna Sjöförsäkrings aktiebolag
- Försäkringsaktiebolaget Sjöassurans Kompaniet
- Försäkringsaktiebolaget Amphion
- Återförsäkringsaktiebolaget Union
- Försäkringsaktiebolaget Liv-Svea

Den s.k. Sveagruppen var bildad. 1954-55 övertog Svea-Nornan Oceans verksamhet inom brandförsäkringsbranschen och andra branscher som inte rörde sjöförsäkring.
Sveagruppens VD, Pehr Gyllenhammar, var drivande när ett antal försäkringsbolag fusionerades under början av 1960-talet. Sveagruppen blev 1960 dotterbolag till Skandia vilka tillsammans med Skånegruppen, som anslöt senare under året, kom att bilda S-bolagen. S-bolagen slogs senare samman med Öresundsgruppen och Thule vilka bildade Skandiakoncernen 1965.

### Huvudkontor
Brand- och lifförsäkringsaktiebolaget Svea hade sitt första huvudkontor på Västra Hamngatan 11. Men redan året efter inköptes en annan fastighet på Västra Hamngatan 3, som revs 1887, varefter en ny uppfördes som stod färdig 1889. På taket ovanför huvudentrén tronar en karakteristisk skulptur av moder Svea flankerad av två lejon.
Liv-Svea hade sitt kontor på Karl Gustavsgatan 10.

### Företagsledning
Eduard Boye, som tidigare varit agent för de utländska bolagen, blev förste VD:n för Svea. Ordförande i styrelsen blev Charles Dickson. Dickson räknas inte sällan som bolagets initiativtagare och eldsjäl.
Boye var VD fram till 1891. De sex följande åren hade Svea två direktörer samtidigt. De var Max Olbers och Ernst Bring; 1898 avgick Olbers, 1915 Bring. Därefter stod C.A. Hjelm som ensam VD. 1920-1942 var Theodor Wijkander chef. Därefter stod Nornans chef, Arvid Hellberg, i täten fram till sin död 1953. Ny chef för Sveagruppen och för Svea-Nornan blev efter honom Pehr Gyllenhammar.

## Verkställande direktörer
- 1866–1891: Eduard Boye
- 1891–1915: Ernst Bring (1892-98 tillsammans med Max Olbers)
- 1916–1919: C.A. Hjelm
- 1919–1941: Theodor Wijkander
- 1942–1953: Arvid Hellberg
- 1953– Pehr Gyllenhammar

## Styrelseordförande
- 1866–: Charles Dickson
- 1915–1919: Johan Ekman
- 1919–1935: Axel Carlander
- 1936: Herman Mannheimer
- 1937–: Malte Jacobsson

### Webbkällor
- ”Historien om Skandia”. http://www.skandiahistoria.se/.